# Limonia pallida
Limonia pallida är en tvåvingeart som beskrevs av Pierre Justin Marie Macquart 1838.
Limonia pallida ingår i släktet Limonia och familjen småharkrankar. Inga underarter finns listade i Catalogue of Life.